# كندرة
كندرة هي قرية في مقاطعة بيرانشهر، إيران. يقدر عدد سكانها بـ 172 نسمة بحسب إحصاء 2016.